# قائمة قرارات مجلس الأمن التابع للأمم المتحدة لعام 1964
تتضمن قائمة قرارات مجلس الأمن التابع للأمم المتحدة لعام 1964 جميع القرارات الصادرة عن مجلس الأمن التابع للأمم المتحدة خلال العام 1964.

## القائمة
| رقم القرار | الرمز            | نص القرار                         | موضوع القرار                                                                  |
| ---------- | ---------------- | --------------------------------- | ----------------------------------------------------------------------------- |
| 186        | S/RES/186 (1964) | نص الوثيقة على موقع الأمم المتحدة | مسألة قبرص                                                                    |
| 187        | S/RES/187 (1964) | نص الوثيقة على موقع الأمم المتحدة | مسألة قبرص                                                                    |
| 188        | S/RES/188 (1964) | نص الوثيقة على موقع الأمم المتحدة | الشكوى المقدمة من اليمن                                                       |
| 189        | S/RES/189 (1964) | نص الوثيقة على موقع الأمم المتحدة | الشكوى المتعلقة بالأعمال العدائية ضد الأراضي والسكان المدنيين في كمبوديا      |
| 190        | S/RES/190 (1964) | نص الوثيقة على موقع الأمم المتحدة | المسألة المتعلقة بسياسات الفصل العنصري التي تتبعها حكومة جمهورية جنوب أفريقيا |
| 191        | S/RES/191 (1964) | نص الوثيقة على موقع الأمم المتحدة | المسألة المتعلقة بسياسات الفصل العنصري التي تتبعها حكومة جمهورية جنوب أفريقيا |
| 192        | S/RES/192 (1964) | نص الوثيقة على موقع الأمم المتحدة | مسألة قبرص                                                                    |
| 193        | S/RES/193 (1964) | نص الوثيقة على موقع الأمم المتحدة | مسألة قبرص                                                                    |
| 194        | S/RES/194 (1964) | نص الوثيقة على موقع الأمم المتحدة | مسألة قبرص                                                                    |
| 195        | S/RES/195 (1964) | نص الوثيقة على موقع الأمم المتحدة | قبول أعضاء جدد في الأمم المتحدة: ملاوي                                        |
| 196        | S/RES/196 (1964) | نص الوثيقة على موقع الأمم المتحدة | قبول أعضاء جدد في الأمم المتحدة: مالطا                                        |
| 197        | S/RES/197 (1964) | نص الوثيقة على موقع الأمم المتحدة | قبول أعضاء جدد في الأمم المتحدة: جمهورية زامبيا                               |
| 198        | S/RES/198 (1964) | نص الوثيقة على موقع الأمم المتحدة | مسألة قبرص                                                                    |
| 199        | S/RES/199 (1964) | نص الوثيقة على موقع الأمم المتحدة | المسألة المتعلقة بجمهورية الكونغو الديمقراطية                                 |

## المرجع
1. ↑  "Security Council Resolutions" (بالإنجليزية). الأمم المتحدة. Archived from the original on 2018-10-12. Retrieved 22 شباط / فبراير 2017. {{استشهاد ويب}}: تحقق من التاريخ في: |تاريخ الوصول= (help)